# Prestito (sport)
Il prestito, nello sport, è la cessione temporanea delle prestazioni di un atleta da una squadra a un'altra.
Esistono principalmente tre tipologie di prestito: 
- Il prestito secco, dove l'atleta starà via dal club di origine solo temporaneamente e poi tornerà subito indietro.
- Il prestito con diritto di riscatto, dove alla fine dell'esperienza in prestito dell'atleta, il club può decidere se comprare il giocatore per una cifra antecedentemente stabilità fra i club.
- Il prestito con obbligo di riscatto, dove l'atleta alla fine del prestito deve essere obbligatoriamente riscattato.

Inoltre esistono situazioni dove il prestito con diritto di riscatto diventa con l'obbligo (es. se l'atleta giocherà almeno il 60% del tempo totale)